# Frontinella laeta
Frontinella laeta là một loài nhện trong họ Linyphiidae.
Loài này thuộc chi Frontinella. Frontinella laeta được Octavius Pickard-Cambridge miêu tả năm 1898.